# Schiavo senza catene
Schiavo senza catene è un EP del cantautore italiano Marco Ferradini, pubblicato nel 1981 dalla Spaghetti Records.

## Tracce
Lato A
1. Schiavo senza catene – 4:15 (Herbert Pagani, Marco Ferradini)
2. Questa sera – 3:43 (Alessandro Colombini, Marco Ferradini)

Lato B
1. Week End – 3:49 (Herbert Pagani, Marco Ferradini)
2. Teorema – 4:53 (Herbert Pagani, Marco Ferradini)

## Formazione
- Marco Ferradini – voce, chitarra acustica
- Aldo Banfi – tastiera
- Paolo Donnarumma – basso
- Ellade Bandini – batteria
- Claudio Bazzari – chitarra elettrica, chitarra acustica
- Flavio Premoli – tastiera
- Roberto Giuliani – tastiera
- Lucio Dalla – sassofono contralto (traccia 1)
- Renè Mantegna – percussioni (traccia 4)